# オオタ自動車工業

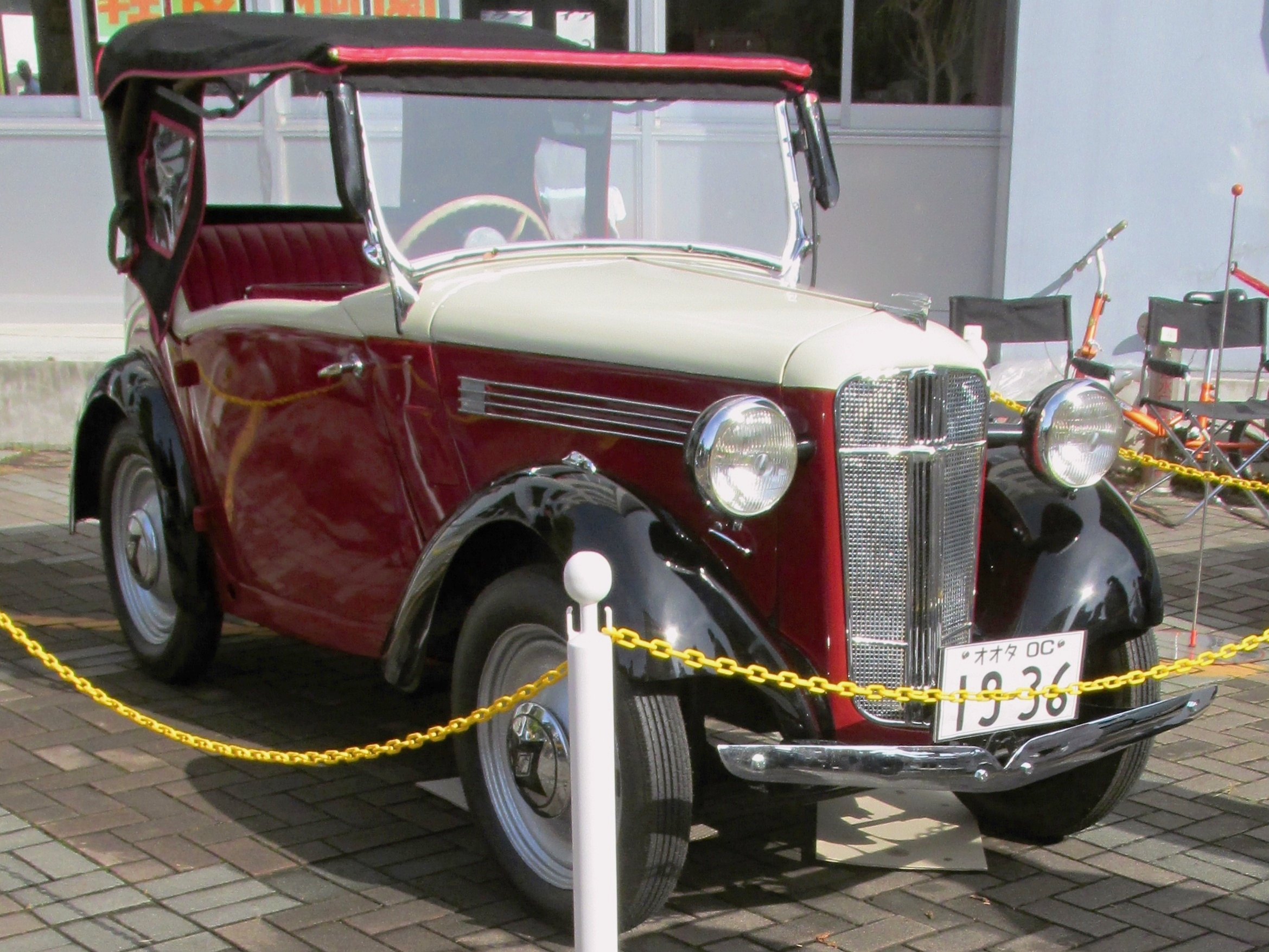
オオタ・OC型フェートン（1936年）

オオタ自動車工業（オオタじどうしゃこうぎょう）は、1957年（昭和32年)に日本内燃機（現在の日産工機）と合併するまで存在していた日本の自動車メーカーである。
同社が製造した「オオタ」ブランドの小型車は、第二次世界大戦前の1930年代中期、日産自動車が製造したダットサンと並び、日本製小型乗用車の代表的存在だった。

## 歴史

### 創業以前
茨城県新治郡志筑村（現：かすみがうら市志筑地区）出身の技術者である、太田祐雄（1886年（明治19年） - 1956年（昭和31年））によって創業された。
小学校卒業後、近隣の石岡の酒造家に奉公に出された祐雄は、生来の機械好きと器用さから、蔵の主人に見込まれて酒造工場の機械化に手腕を発揮していた。長じて21歳で上京し、芝浦製作所で工員として本格的な工作技術を身に着けた。
1910年（明治43年）からは、元軍人の男爵・伊賀氏広による飛行機開発研究を手伝った。しかし伊賀の飛行機開発は、試作機の横転事故で太田祐雄が負傷するなど失敗続きで、テストを繰り返しても飛行することができず、1912年（明治45年）初頭に伊賀は航空機開発断念に追い込まれた。
これによって否応なく独立せざるを得なくなった祐雄は、伊賀が開発用に所有していた足踏み旋盤を譲受し、これを元手として同年6月、巣鴨郊外に個人経営の「太田工場」を開業する（オオタ自動車ではこの時を創業としていた）。

### 試作車の完成
太田工場では、教材用の小型発動機、模型飛行機、さらに当時の大手オートバイ販売会社・山田輪盛館向けのオートバイ用ピストンやピストンリングの製造を行なった。
1914年（大正3年）には帝国飛行協会主催の「第一回飛行機発動機製作懸賞競技」（航空機用エンジンの開発懸賞競技）に応じ、鉄道院技師の朝比奈順一が設計した星型9気筒11.7L・100馬力エンジンを実際に製作した。製作には2年を費やし、当初22件あった応募で募集期限内までに完成にこぎつけたものは4件だけだった。1916年（大正5年）5月には懸賞試験が行われ、太田の開発したエンジンは76馬力という出力を得たものの、ベベルギアが破損して出力が低下し不合格となった。それでもこの時代に小規模工場でありながらこのクラスの大型エンジン製作に取り組んだという点では、特筆に値する試みであった。
祐雄は既にこの頃から、自力での自動車開発を企図していたという。1917年（大正6年）には東京市神田区の柳原河岸に工場を移転、自動車や船舶用エンジン修理を本業とする傍らで小型自動車の試作に取り組んだ。
1919年（大正8年）には友人・矢野謙治の設計になる水冷4気筒エンジンを完成、シャーシも製作し、ボディを架装しないままのベアシャーシに座席のみを取り付けて東京-日光間往復を敢行したという。
その後、資金難から最初に完成した1台分のシャーシのみで一時計画は頓挫しかけたが、妻の弟である義弟・野口豊（1893年（明治26年）- 1967年（昭和42年））が熱心な協力を惜しまず、父・野口寅吉から出資を得て、車体の開発も続けられることになった。1922年（大正11年）、試作シャーシに4座カブリオレボディを架装し、最初のオオタ車となる試作車「OS号」（OHV4気筒965cc9馬力・全長2895mm・車両重量570kg）がようやく完成、公式に登録されてナンバープレートも取得した。
OS号を市販のため生産化すべく、野口豊をはじめとする出資者が集まって1923年（大正12年）に「国光自動車」を設立したが、同年9月1日の関東大震災で工場設備が全焼、自動車生産計画は頓挫した。
震災に東京で遭遇した太田祐雄は、被災を免れたOS号に家族を乗せてハンドルを握り、急ぎ茨城の郷里に避難した。そして震災直後の混乱が落ち着くと早々と東京に戻り、交通網の寸断された東京でOS号を運転して個人タクシーを営むことで、当座の糊口とした。
なお、OS号は祐雄の処女作で1台のみの試作車ではあったが、完成度は一定水準に達しており、祐雄自身が常用して、1933年（昭和8年）までの10年余りで約6万マイル（約96,500km）を走破した。

### 小型車市場への再挑戦
国光自動車の計画が頓挫したことから、祐雄はやむなく個人経営の太田工場を再開業して再起を目指した。引き続き自動車や船舶用エンジンの修理を続け、1930年（昭和5年）に神田岩本町9番地（当時）に工場を移転した。
当時の日本では、内務省自動車取締規則によって小型自動車は一定条件を満たせば無免許運転が許可されたが、1928年時点では排気量350cc以下、幅員も909mm以下というシビアな条件で、実質、2輪のオートバイか、ごく小型のオート三輪しか適用を受けられない制度であった。
ところが1930年に規則改定でこの基準が緩和され、無免許運転許可車の排気量上限は500cc、全長/全幅も2.8m/1.2mまでに拡大された。この規格改正は、主としてオート三輪メーカーとユーザーから、性能向上のための規制緩和要望が強かった事によるものであった。だが同時にこの規格は、辛うじてながら小型四輪自動車が成立しうるサイズでもあった。ここにビジネスチャンスが見出され、ダットサンやオオタを始めとする日本製小型四輪自動車が開発されるようになったのである。
太田祐雄は、以前のOS号同様、まずエンジン開発から着手した。規制緩和に合わせる形で、1930年に水冷直列2気筒サイドバルブ484cc・5馬力（法規制の出力制限による公称）の「N-5」型エンジンを開発する。OS号の4気筒エンジンを元に半分にしたようなものであったが、このエンジンは同年博覧会に出品され、海軍に参考購入されている。翌1931年、N-5エンジンを搭載した四輪小型トラックを試作、再度自動車開発に乗り出した。
もっとも経営は相変わらず苦しく、すぐに市販自動車を市場に提供できる態勢にはなかったため、太田工場ではエンジンの単体販売および開発を優先した。

### 750ccオオタ車の完成

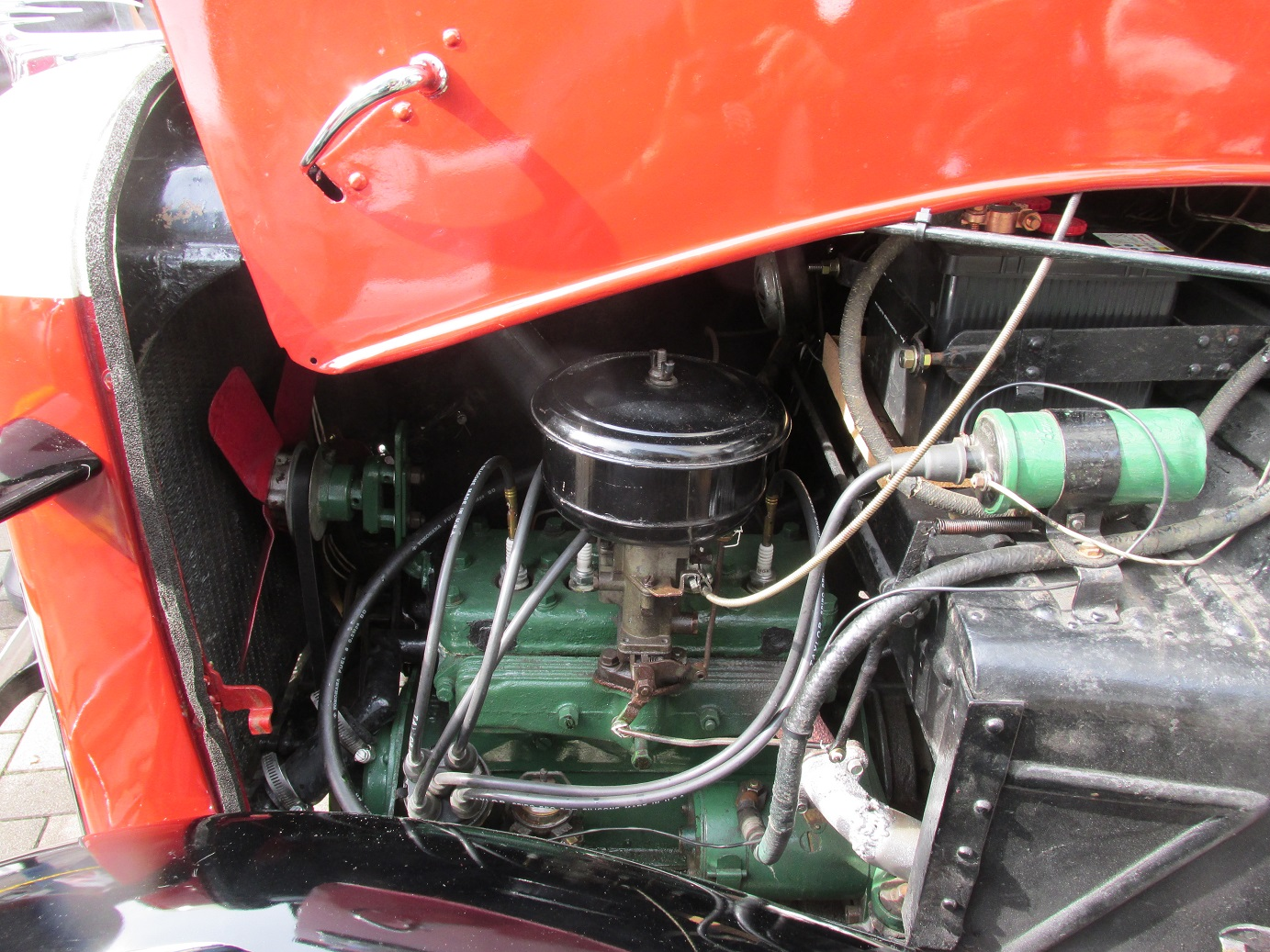
オオタ・N-7型エンジン（1936年）

オート三輪に代表される500cc車の普及で国産小型車の市場が拡大したことから、無免許運転許可対象となる小型自動車の範囲は今後も更に緩和され、性能面で有利な大排気量エンジンが使えることが想定された。
困難な状況の中で、祐雄はやはり水冷直列式サイドバルブ型だがより上級クラスの4気筒エンジン開発を進め、1932年（昭和7年）には748ccのN-7型と897ccのN-9型を完成させている。いずれもN-5に比べて重量増大を僅かで抑えつつ排気量・出力の大きな4気筒エンジンとして成立させており、祐雄の意欲をうかがわせるものであった。
N-7エンジンはほどなく排気量を736ccに縮小したが、戦後まで「E-8」「E-9」などの排気量拡大・強化モデルを生みながら生産される。これは同時期に開発された戦前型ダットサン「7型」722ccエンジンが、戦後860ccまで拡大された「D-10型」となって1950年代後半まで長く用いられたのと軌を一にする。
4気筒エンジンに2種類の排気量を設定したのは、新たな排気量制限の上限が1932年時点では750ccか900ccか確定していなかったことによるものと見られるが、新規格の上限が750ccとなることは1933年に入るとほぼ確定していた模様である。改定を見越し、太田工場は、無免許規格に収まる750cc級N-7型エンジン搭載の小型自動車市販化に取り組むことになった。
梯子形フレームとリーフスプリングによる前後固定軸、機械式4輪ドラムブレーキという保守的設計のシャーシをベースとして、当時の常道として貨物車（トラックおよびバン）が製作されたほか、4人乗り乗用車も試作された。そして1933年8月、自動車取締規則は再び改定され、同年11月以降、無免許運転許可車両の上限は従来の500ccから750ccに拡大される。これと相前後して完成したオオタ750cc車は、太田工場での小規模生産ではあったが、1933年中からトラック・バンをメインとして市販を開始した。
500kg積みのトラック・バン（カタログではそれぞれ「運搬車」「配給車」と称した）の他、4人乗りの2ドアセダンおよびフェートン、2人乗りロードスターがラインナップされた。これらはすべて小型車規格の全長2.8mに収められていたが、他にバンには小型モデルとパーツを共用しながら荷室を長くした全長3.03mの「中型配給車」もあり、このタイプのみ規格外で自動車運転免許を要した。初期の課税前価格は、トラック1,750円、セダン以外の乗用モデルと標準バンが1,850円、セダンが2,080円であった。
750ccオオタの市販化に至ってからも、慢性的な資金不足は続き、太田祐雄個人の経営に過ぎない零細な太田工場の生産体制強化を困難としていた。当時の従業員は15人程度という町工場レベルで、1933年から1935年までのオオタ車累計生産台数は、貨物車と乗用車を合計しても160台に満たなかった。

### 高速機関工業の設立と太田祐一の活躍
この「太田工場」に出資することで飛躍の機を与えたのが、自動車産業進出を目論んだ三井財閥であった。これは太田祐雄の協力者の一人である藤野至人の熱心な尽力によるものである。

当初、三井側はオオタにさほど関心を持っていなかったが、鮎川義介の経営する戸畑鋳物（現・日立金属）が、ダット自動車製造（及びその後身の自動車工業会社。現・いすゞ自動車）から1931年-1933年にかけて旧・ダット大阪工場と小型車「ダットサン」の製造権を譲受、技術陣の移籍も受けて1934年（昭和9年）までに日産自動車を発足させ、新興財閥「日産コンツェルン」として伸長しつつあったことが、方針転換のきっかけとなったと言われる。
三井ではダットサンとオオタの両車を実地に比較し、品質面でもダットサンを凌駕するものであることを確認してから、出資に踏み切った。1934年から三井物産がオオタ車の販売代理店業務を開始し、続く1935年4月3日、三井は資本金100万円を投じて高速機関工業を設立、「太田工場」の業務を承継し、園山芳造を代表取締役専務に送り込んだ。祐雄は取締役技術部長、野口豊は同じく取締役工務部長に就任した。
高速機関工業は直ちに生産設備の拡張に着手し、翌1936年4月・東京市品川区東品川5丁目50番地（当時）に、アメリカやドイツから輸入した最新の工作機械を備えた、年産3000台の能力を持つ新工場を竣工させた。従業員は一挙に250人に増えた。
オオタ車の設計はそれまで、祐雄が夜半まで一人で製図板に向かって行っていたが、高速機関工業となってからはトラックの設計を津田和男が、乗用車については祐雄の長男・祐一（1913年-1998年）が担当することとなった。
祐一は当時のヨーロッパ製新型車の斬新な設計に強い影響を受け、オオタ乗用車の設計を進歩的なものに改めていった。1937年型オオタ乗用車OD型には、換気性を良くするノンドラフトベンチレーション（三角窓）と、剛性を高めるX型クロスメンバー入りフレームが与えられていた。ボディは2ドアスタンダードセダン・デラックスセダン（ピラーレス構造）・フェートン・ロードスター・カブリオレと5種類も用意され、梁瀬自動車(現・ヤナセ)で外注製作されたが、デザインは祐一自身によるもので、当時の国産車の中では飛びぬけてモダンでスタイリッシュであった。
とはいえ当時の日本では部品産業や工作技術も未発達であり、オオタ乗用車も2ベアリング・サイドバルブ式エンジン・4輪固定軸式サスペンション・木骨構造のボディ・前後機械式ブレーキという、トラックと大差ないスペックのままであった。1930年代後期の国際水準には到底追いついておらず、祐一は後年「不本意な製品であった」と回想している。
またライバルであった日産自動車の「ダットサン」と比較すると、三井財閥の支援をもってしても生産規模には依然として大差があった（両車の最盛期であった1937年の年間生産台数は、オオタの960台に対し、ダットサンは8,752台で、文字どおり桁違いであった）。凝った設計による高い生産コストもあってオオタ小型乗用車の市場規模は自ずと限られたものとなり、販売の主力はあくまでトラックであった。

### モータースポーツ
祐雄は1923年に設立された「日本自動車競走倶楽部」の設立発起人になるなど早くからモータースポーツに強い関心を持ち、当時の中古アメリカ車をベースにレーシングカーを製作したこともあった。1936年に日本最初のサーキット・多摩川スピードウェイ（のち戦争により閉鎖）が完成すると、高速機関工業は早速オオタ小型自動車をベースにしたレーシングカーを作り上げた。エンジンは748ccサイドバルブ23馬力、車両重量400kgであった。

1936年6月7日に開かれた多摩川での最初のレースで、オオタ・レーシングカーは祐一をはじめとする祐雄の3人の息子の操縦により、小型車クラスで1-2フィニッシュしてプライベート参加のダットサンを圧倒、アメリカ車など大排気量車との混合レースでも10台中5台がリタイアする中4位で完走するという、好成績を収めた。

このレースを観戦していた鮎川は自社製品の敗戦に激怒、日産自動車技術陣に対し、次回1936年11月25日のレースでの必勝を命じる。そこで日産自動車はDOHCエンジン・機械式スーパーチャージャーを搭載してノーマルの5割増の出力を発生するダットサン・レーサーを開発した（このダットサンは第2回レースの小型車クラスでは圧勝したが、混合レースではリタイアした。レース中だけ壊れなければよい、という後年のフォーミュラカー並の態勢で用意された特別車で、極秘開発され、競技開始前にもダットサン・チームは車両検査を拒否したという）。
こうして迎えた第2回レースに先立ち、コースで練習中のダットサン・レーサーの異様な排気音を聞いた太田祐雄は、ダットサンが高性能な輸入品のサルムソン製エンジンを搭載しているものと誤解（ダットサンのDOHC・過給仕様という特異性を考慮すると、的外れとまでは言えない誤解ではあった）、さらに祐一がプラクティス中に負傷したこともあり、勝機は薄いと判断して、11月25日のレースを欠場した。
その後、日中戦争開始後の1938年まで行われた多摩川でのレースにはダットサンのワークスチームは参加せず、祐雄の息子たち、そして時には祐雄自身が操縦するオオタ・レーサーは常に小型車クラスの覇者であり続けた。

### 第二次世界大戦と再出発
1936年制定の自動車製造事業法は、軍用にも使用可能な中型・大型トラック生産能力を持つ自動車メーカーを優遇する法律であり、指定会社として適用を受けられたのは日産、豊田自動織機製作所(現・豊田自動織機。後に自動車部門をトヨタ自動車工業を経てトヨタ自動車として分離)、東京自動車工業(現・いすゞ自動車)の3社のみで、小型4輪車の専業メーカーである高速機関工業は、軍や官公庁からは冷遇された。太田祐雄や祐一は、E-7系より1クラス上の1200cc車開発も進めていたというが、経営事情の厳しさから放擲された。
1937年9月には軍需生産を目的に資本系列の委譲が行われ、高速機関工業は三井物産から立川飛行機（現・立飛ホールディングスおよび立飛企業）の傘下に移されることになった。
そして1937年以降の資材割り当て制限により、オオタの小型車生産は急激に縮小、乗用車生産は1938年の216台、貨物車は1937年の809台をピークに、乗用車は1940年、貨物車も1942年までには生産停止となった。1940年以降は立川飛行機の一系列企業として、航空機部品や防空用消火ポンプエンジンなどの生産に徹する軍需企業となっていた。
1945年の敗戦後、立川飛行機は財閥解体の対象となったが、経営の主導権は引き続き旧立川飛行機出身者が握っていた。
1947年のGHQによる小型車生産許可に伴い、高速機関工業も自動車製造を再開した。太田祐雄は専務取締役として残ったが、祐一をはじめとする太田家の息子たちは高速機関工業を離れた。戦後のオオタは同じ立飛が母体という縁から、後のプリンス自動車に発展する「たま電気自動車」の車体生産を手がけたり、1950年から日野自動車がライセンス生産を開始する1953年までの2年間ルノーの輸入代理店となり4CVの販売を行うなど、会社存続に向けて悪戦苦闘した。

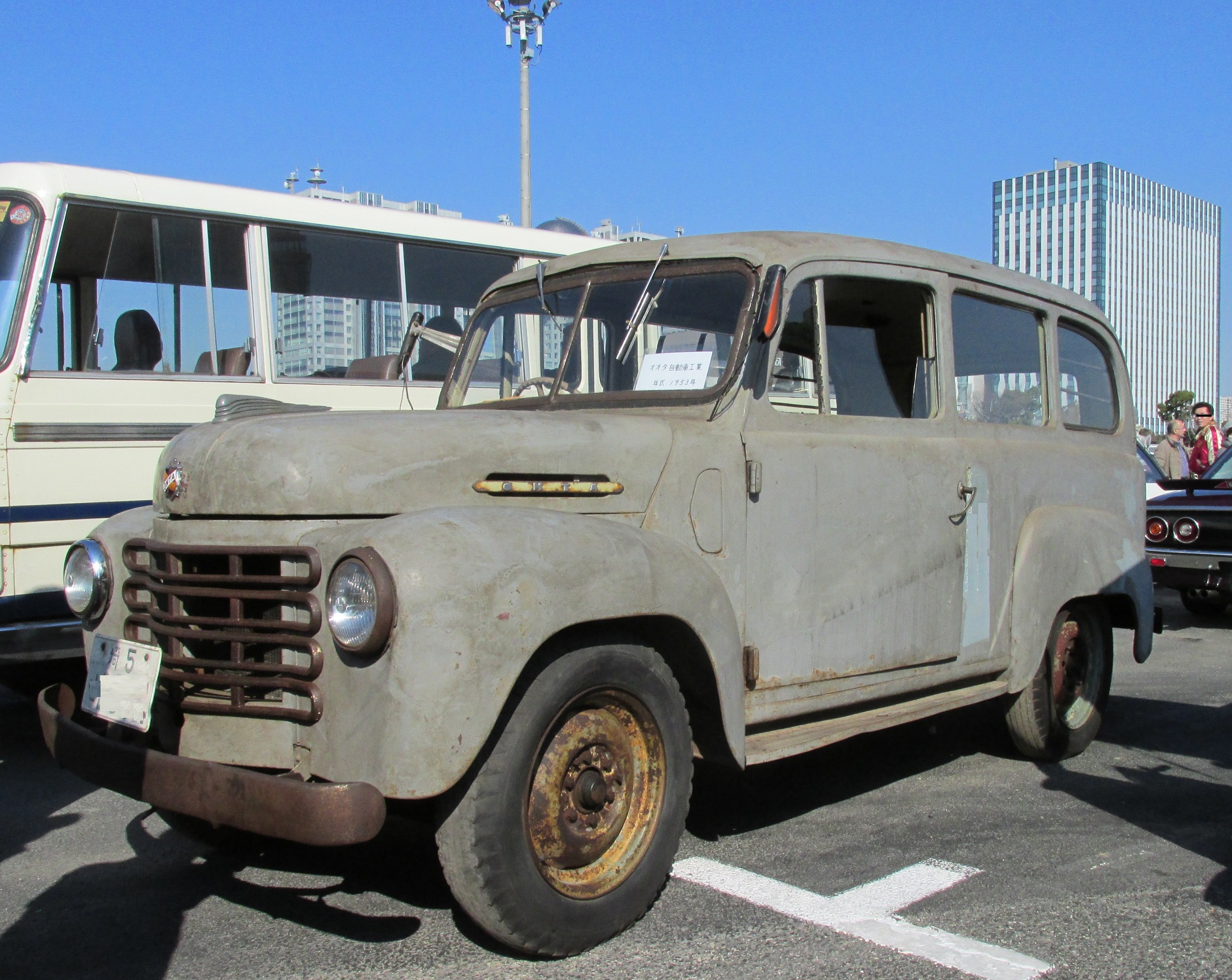
オオタ・VF型ライトバン（1953年）

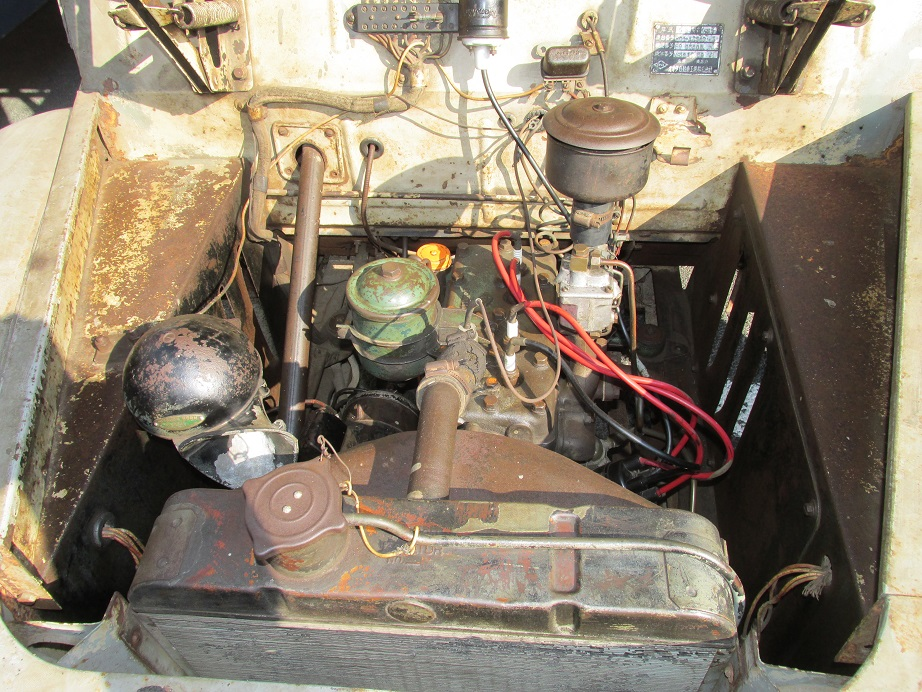
VF型ライトバンのE-9型エンジン（1953年）。戦前のN-7の拡大版であった

しかし航空産業出身の経営陣が自動車については素人だった上、独創的な才能を持った祐一（退社後スピードショップや日産系の試作車製作会社を自営した）や、三男で後に『くろがね・ベビー』を開発する三男の祐茂（1916年-1997年）が去った穴を埋める設計者は現われず、人材不足は否めなかった。
このため、戦後のオオタ乗用車は同時期のダットサンや戦後小型車市場に参入したトヨペット同様、技術的には戦前からほとんど進歩していない機械部分に、アメリカ車を真似た不恰好な木骨ボディを被せただけの一時しのぎ的な製品になってしまった。主力のトラックも、キャビンこそ戦後風にモダナイズされたが、戦前型から大きな進歩はなく、1951年のエンジン拡大でやっとボディ・荷台の大型化が実現した。
1947年以降のオオタ標準エンジンは、戦前型N-7とほとんど差のないE-8型760ccエンジンで20PSと非力であり、1951年にこれを903ccに拡大した23PSのE-9型に強化されたが、それでも2ベアリング・サイドバルブのまま改良後の最終出力も26PSに過ぎず、競合するトヨペットやダットサンをリードできるものではなかった。待望の新型4気筒OHVエンジンである1263cc・45PSのE-13エンジンがKD型トラックに搭載されて市場に出たのは1955年であり、既に1953年時点で1453cc・48PSのR型OHVエンジン搭載車（トヨペット・スーパー）を発売していたトヨペットに出遅れた。

立川飛行機出身の技術者たちが立ち上げた電気自動車メーカー・東京電気自動車→たま電気自動車（のちのプリンス自動車工業）には当初シャーシ開発（在来のオオタ車シャーシ設計の提供）などで協力したものの、その後はたま電気自動車が朝鮮戦争に伴う蓄電池価格の暴騰で持て余した在庫車を引き取って自社ブランドのガソリン車に改造販売した程度で、オオタ側にとっては顕著な利益とはならなかった。
1952年、社名がオオタ自動車に改められた。1953年9月期末には資本金は2億円、従業員576人、4-9月の平均月産台数は貨物車（KC型）149台、乗用車（PA型・PB型）60台で、年間25-30%という高率の株主配当も行われ、一見社業は順調のようであった。しかしこの時期、トヨタや日産は、設備投資と本格的な戦後型量産乗用車、即ちトヨタがトヨペットクラウン、日産はダットサン110の開発に全力投球しており、これらが市場に登場する1955年以降、大手自動車メーカーとの企業格差は回復不可能なものになっていく。

### 経営破綻
1953年（昭和28年）7月の朝鮮戦争休戦を受けて日本では特需景気が終焉し、1953年後半から1954年にかけて日本経済は神武景気前の経済不況に見舞われた。

折しもオオタ自動車経営陣は、神奈川県川崎市大師河原町（現・川崎区大師河原）にあった日本内燃機の旧工場を買収し新工場にするという、時宜と身の丈に合わぬ設備投資を行っていた。自動車販売の不振、主要ユーザーであるタクシー会社などからの資金回収の遅れが響いて急速に経営が悪化、オオタ自動車は1954年9月には1.6億円の赤字決算に陥った。11月には手形決済が困難な状況となり、1955年1月に会社更生法の適用を申請して事実上倒産した。川崎の新工場は稼働せぬままに終わり、機を逸した無益な投資となった。
1955年3月、引責辞任した先任者に代わって太田祐雄が（もはや名ばかりの）代表取締役に就任したが、5月には会社更生手続きが開始され、日本交通社長・川鍋秋蔵が管財人に就任した。期せずして自らの創成した事業の落日を見ることになった太田祐雄は、翌年病没した。

### くろがねとの合併から終焉まで
1955年の経営破綻後、オオタでは主力技術者十数人が退社して競合の富士重工業（現・SUBARU）へ移籍する「第二次人材流出」が発生する。富士重工の自動車開発チームに参画した元オオタ技術陣は、1500cc試作トラック「T10」から更に軽乗用車「スバル・360」の開発に携わり、多大な成果を収めたが、その裏返しでオオタ自動車の人材不足は深刻なものとなった。

オオタ自動車工業を引き受けた日本交通の背後には、五島慶太が率いる東急グループの存在があった。彼らは既にくろがね3輪トラックで知られた日本内燃機を傘下に収めており、両社を合併させて新しい自動車メーカーを立ち上げようという野望があった。現にブリヂストンの資本投入後、富士精密工業が僅か数年で業界の有力メーカーに育った例もあり、1957年4月にオオタと日本内燃機が合併して6月に誕生した日本自動車工業への東急・日交の期待は大きかった。しかし戦前からのオオタ・くろがねの知名度と東急の資本力をもってしても、既に高度な技術力・販売力・経営力が必要になっていた自動車産業への参入障壁をクリアすることは出来なかった。
日本自動車工業の合併当初はオオタブランドも存続させる方針だったらしく、しばらくの間オオタ小型トラックを継続生産した。しかし業績は期待に反して伸び悩み、間もなくブランドをより知名度の高い「くろがね」に統一、乗用車開発は打ち切って3・4輪トラックの生産に専念した。エンジンについてはオオタE-13をベースにチューニング変更や排気量拡大もしくは縮小で対処する策が採られた。

1959年社名を東急くろがね工業に改め、1960年発売のキャブオーバー軽4輪トラック『ベビー』が短期間ながらヒットして一時は息を吹き返したが、オオタの技術者を多く引き抜いた富士重工が開発した競合車種サンバーとの競争に敗れ、1962年1月に会社更生法の適用を申請した。その後曲折を経て日産自動車の100%子会社・日産工機となり、現在に至っている。

## 主な生産車種
- オオタ・OS（1933年） - 無免許運転制度対象として開発されたオオタ最初の生産車。748cc。
- オオタ・OD（1937年） - 太田祐一設計の小型車。当時の流行に乗って軽く傾斜したラジエーターグリルを備え、特に乗用車シリーズは美しいデザインで有名。736cc。
- オオタ・PA（1947年-1954年） - 戦後初の生産車で、全長3.6m級の鈍重なフルワイズタイプのボディを持つ。戦前エンジンを若干拡大した760cc・20PSのE-8エンジンを搭載。1953年のPA-5でPB系同様のE-9型903cc・23PS搭載となり、1954年のPA-6まで改良を重ねて生産される。2ドアセダンであったが1953年以降の末期型のみタクシー需要に応じた4ドア仕様となった。
- オオタ・PB/PH（1951年-1954年） - 1949年から試作されていた、E-9型903ccエンジン搭載の4ドア上級モデル。PA系と並行生産された。様々な外注車体が架装され、仕様違いが多い。メカニズムは引き続き前後固定軸だが、初めて油圧式ブレーキが与えられた。
- オオタ・OS（1947年-1951年）・KA/KB/KC（1951年-1954年） - 戦後のオオタの主力車種となった750kg-1t積み小型ボンネットトラック。フェンダー埋め込みヘッドライトを持つ手堅い商用モデルで、様々な用途に応じた車体が架装された。エンジンは、OSが760ccのE-8、1951年以降のK系は903ccのE-9を搭載。同一シャーシの500kg積みバンはV系として生産されたが、特にスチュードベーカー風のノーズデザインを持つライトバンのVC系(1951年/1952年)はオオタのデザインポリシーの失墜ぶりを示す悪例とされる。
- オオタ・PC/PD（1952年） - いずれも4ドアセダンで、本来はたま自動車から受注して製作していた電気自動車「たま」1949年モデルのボディ・シャーシだったが、電気自動車が1950年の朝鮮戦争勃発によるバッテリー価格高騰で商品性を喪失したため、高速機関工業が残存車体を引き取ってオオタエンジンを搭載、ガソリン車化した在庫処分車。小型の「たま・ジュニア」がE-6エンジン搭載の「PC」、中型の「たま・セニア」がE-9エンジン搭載の「PD」のそれぞれベースとなった。PDは原型のセニアの仕様を引き継ぎ、オオタ最初の前輪独立懸架(横置きリーフスプリング式)モデルとなった。少数製造されたのみ。
- オオタ・PF/PX（1955年） -　オオタが迷走状態に陥った時期、PB系列のシャーシをベースに作られたセダンボディバリエーション。PFは独立フェンダーを持つ英国中級車風の6ライトセダンで高級車じみたグリルを持ち、PXはモーリス・マイナーに類似した4ライトボディに、アメリカ車ビュイック風の太い縦帯が連なる派手なグリルを持つ。いずれも寸詰まりなサイズに似合わない無様なデザインであった。
- オオタ・PK（1955年-1956年） - 最後の生産型オオタ乗用車。工業デザインに疎い彫刻家にボディスタイリングを依頼したもので、同時期の英国フォードが製造していた「コンサル」(1950年-1956年)を部分模倣したがごとき、無個性で凡庸な3ボックスデザインを持つ4ドアセダン[注釈 7]。全体のバランスは一定の改善が見られ、セミモノコックボディを採用したが、ドライブトレーンなど機構的にはPBとほぼ共通で、前後固定軸・E-9型エンジンのまま。1956年の全日本自動車ショウに出品された。折悪しく日本内燃機（くろがね）との合併に先立っての乗用車生産終了で生産済み車が宙に浮き、結果としてトヨタ系ディーラーを介し、京都の某タクシー会社に在庫処分の形で売り払われるという惨憺たる末路を辿った。その際、エンジンをトヨタS型に載せ替えたとも伝えられるが詳細は不明である。
- オオタ・KE/VM（1957年-1959年） - くろがねと合併し日本自動車工業になった後に、オオタのブランドで生産された1.5トン積みボンネットトラック・ライトバン。E-13エンジン搭載ながら出力を48PSに向上。コラムシフト採用で横3人がけを実現したが、最後のオオタ車となり、1959年にモデルチェンジされた後継車種は「くろがね・ノーバ」となった。
- オオタ・PL「プラネット」（1958年） - 乗用車市場への復帰を目指して日本自動車工業が試作した乗用車。PK類似車でPKと並行開発されていたフル・モノコックの試作車PG型（E-9搭載）を元にセミ・モノコックに戻しつつ、E-13の縮小版であるOHV1000cc40PSのE-10エンジンと、トーションバー式前輪独立サスペンションを備える。車体は当時の国産車のデザインの特徴を寄せ集めたような無難だが未完成なデザインで、結局生産化されなかった。朝日新聞社刊「世界の自動車1958」に紹介されている。